# Eunice Barber
Eunice Barber (Freetown, 1974. november 17. –) Sierra Leone-i származású francia atléta, többpróbázó, távolugró. A távolugrás és a hétpróba egyszeres világbajnoka, továbbá többszörös világbajnoki érmes.

## Pályafutása
1992-ben vett részt első alkalommal az olimpiai játékokon. Barcelonában három versenyszámban indult. Száz méter gáton már az első előfutamban kiesett, távolugrásban huszonkilencedik, hétpróbán pedig huszonhatodik lett.
Az 1995-ös világbajnokságon a negyedik helyen végzett, 182 pontos hátrányban a bronzérmes Ináncsi Rita mögött. Az atlantai olimpián újfent három számban szerepelt. Távolugrásban csak tizenkilencedikként zárt, hétpróbán viszont ötödik lett. Tagja volt továbbá a négyszer százas Sierra Leone-i váltónak is, de hazája csapatával nem jutott túl az első futamról. Az ezt követő időszakban sérülések hátráltatták.
1999 februárjában vette fel a francia állampolgárságot (1992 óta Franciaországban edzett), és ettől kezdve az európai ország színeiben versenyzett. Ebben az évben nyerte első világbajnoki címét. Sevillában 6861 pontos új egyéni csúccsal győzött.
Sydney-ben már csak a hétpróba versenyein indult. Öt próba teljesítése után egy sérülés miatt visszalépett. A 2003-as párizsi világbajnokságon Carolina Klüft mögött ezüstérmes lett hétpróbában, távolugrásban viszont aranyérmesként zárt, és megszerezte második világbajnoki címét.
Az athéni olimpián egyedül távolugrásban szerepelt, azonban 6,37-es legjobb próbálkozása nem volt elég ahhoz, hogy túljusson a selejtezőkörön. Egy év múlva, a világbajnokságon újra második lett hétpróbában, míg a távolugrás számában bronzérmesként végzett.
A 2006-os Európa-bajnokságon izomhúzódás miatt már az első napon, vezető helyről el kellett állnia a hétpróba befejezésétől. Később a térdével akadtak gondjai, amiért 2007 végén operálni is kellett. A beavatkozás után folyamatosan problémák hátráltatták, vesztett izomtömegéből, és mellőzte a hétpróbázást. Pekingbe már csak a távolugrást tervezte, végül azonban el sem indult a 2008-as játékokon.

## 2006-os incidens
2006 márciusában összetűzésbe keveredett egy rendőrrel. Barber nem állt meg azonnal autójával a rendőrségi felszólítás után. Amikor közölték vele, hogy ezért feljelentik, hisztériás rohamot kapott, és megharapott egy hatósági személyt. Az eset bíróságra került, ahol azzal védekezett, hogy a rendőr felpofozta, és védekezésből harapott. Ezt a bíróság nem fogadta el igaznak, és 5000 eurós büntetéssel sújtották.

## Egyéni legjobbjai
- 100 méteres síkfutás - 11,90 s (1996)
- 100 méteres gátfutás - 12,78 s (2001)
- Távolugrás - 7,05 méter (2003)
- Hétpróba - 6889 pont (2005)